# Alphaville (1965.)
Alphaville (fra. Alphaville, une étrange aventure de Lemmy Caution) je francuski ZF film noir iz 1965. kojeg je režirao Jean-Luc Godard. Iako spada u ZF žanr, film nema nijednog specijalnog efekta. Radnja se vrti oko detektiva Lemmya Cautiona koji na planetu Alphaville traži jednog znanstvenika.

## Filmska ekipa
Režija: Jean-Luc Godard
Glume: Eddie Constantine (Lemmy Caution), Anna Karina (Natascha Von Braun), Howard Vernon (Profesor Leonard Nosferatu/ Von Braun), Akim Tamiroff (Henri Dickson), Jean-Louis Comolli (Profesor Jeckell) i dr.

## Radnja
Budućnost. Detektiv Lemmy Caution je stigao na planet Alphaville te se u hotelu prijavio pod lažnim imenom Ivan Johnson. Grad (koji izgleda kao Pariz u 1960-ima) i cijeli planet kontrolira kompjuter Alpha 60 koji je zabranio ljudima da osjećaju bilo kakve emocije, a logika je jedini način života. Caution je dobio tajni zadatak pronaći profesora Von Brauna, tvorca Alpha 60. Ubrzo upozna djevojku Nataschu, Von Braunovu kćerku, te se zaljubi u nju, no ona nije u stanju voljeti jer to nije logično. Caution biva uhićen i odveden na ispitivanje kod Alphe 60. Tamo upotrijebi svoje skriveno oružje; jezik poezije, koji zbuni logični kompjuter. Kada biva oslobođen, spozna da kompjuter planira osvojiti cijelu galaksiju. Sretne Von Brauna, koji radi na tajnom oružju, te ga ubije. Nakon toga uništi Alpha 60 pa cijeli grad doživi kratki slom te propadne u kaosu. No on spasi Nataschu te pobjegne s njom u autu. Tamo ju nauči kako voljeti.

## Nagrade
- Osvojen Zlatni medvjed na Berlinskom filmskom festivalu (najbolji film).

## Teme i analiza
Jedna od glavnih tema priče je mehanizacija društva i odumiranje emocija (dehumanizacija). Uz to što je film snimljen na ulicama Pariza 1960-ih bez ikakvih specijalnih efekata ili futurističkih građevina, iako se odigrava u budućnosti, mogu se naznačiti poruke da bi ljudska budućnost mogla završiti kao njihova prošlost. Cijeli grad kontrolira kompjuter a svako slobodno razmišljanje ili emocija su zabranjeni, čime se simbolično govori o represiji i diktaturi. U jednoj sceni njihova Biblija se ispostavi kao običan rječnik. Glavni junak Caution se povremeno služi poetičnim jezikom, nečim što je izvan logike te što razumiju samo ljudi, a ne kompjuteri. Stoga to zbuni Alpha 60 koji ga ispituje u jednoj skevenci. Caution se služi intuicijom, što kompjuter ne može shvatiti, te ne odgovora pitanja samo s da ili ne, u binarnom sustavu. Uz to se nadovezuje i sam Godardov filmski stil, koji ne slijedi logiku ili pravila, nego teče intuitivno, apstraktno. Tu su i tragovi gnoseologije, te granice ljudskog i kompjuterskog znanja, ali i poruka da bi se čovjek trebao osloboditi razmišljanja poput robota.

## Kritike
Kritika je većinom pozitivno ocijenila “Alphaville”. Dennis Schwartz je u svojoj recenziji napisao: „Jedan od Godardovih boljih filmova. Ovo je zabavna i subverzivna satira koja miješa film noir i ZF, a ispričana je s naracijom koja ulazi u pop kulturu, B-filmove te stil stripa...Ovo je zanimljiv i pamtljiv film većinom zbog svojeg fascinantnog dizajna i hladnog ugođaja, ali nije savršen te nema ništa novo za reći. Iako nudi upozorenje da se pazimo i ne damo slijepom služenju religiji ili znanosti ili ideologiji ili umjetnosti ili politici, jer kada ljudi ne mogu razmišljati za sebe te se oslanjaju samo na diktatore, robote i logiku da im upravljaju životom – sloboda i slobodna volja ne mogu postojati. Šokantne scene govore glasnije od dijaloga bez emocija“, kao i Keith H. Brown: „Ovo definitvno nije ideal za konzervativnog ljubitelja ZF-a, jer „Alphaville“ nudi eklektičan spoj ideja, kulturnih i filmskih referenci koje su tipične za njegov rad – gdje drugdje biste našli surealnu poeziju Paula Eluarda kako se dotiče s likom Harryjem Dicksonom, konvencionalnom verzijom Sherlocka Holmesa? – nego one vrste koje se javljaju u formatu stripa koje su lakše prihvatljivije neupućenom. Prisutnost Vernona i osobito Constantina kao detektiva je Godardov hommage gangsterskim filmovima i film noiru općenito od kojih „Alphaville“ crpi puno inspiracije... Godardovo izbjegavanje konvencija ZF-a, u korist toga što je tada bilo dostupno u Parizu 1965., je na neki način komentar na taj grad, što je činio svojim stanovnicima, te što je bilo opasnost da se pretvore u budućnosti“. 
S druge strane, Christopher Null je prigovarao filmu: „Godardov čudni ZF film troši puno vremena analizirajući efekte dehumanizacije tehnologije ali ne izvodi dovoljno da bi to bio slučaj ovdje...Moderni život nema traga Godardovim „zabranjenim emocijama“ i potiskivanju individualnosti. Zapravo, te ideje su danas jače nego ikada, što „Alphaville“ čini užasno zastarjelim u usporedbi s više razrađenijim nasljendicima, kao što su „Paklena naranča“ ili „Blade Runner“.

## Vanjske poveznice
- Alpahville u internetskoj bazi filmova IMDb-a
- Recenzije na Rottentomatoes.com
- Grad boli - Alphaville
- Esej o filmu od Andrewa Sarrisa  Arhivirana inačica izvorne stranice od 19. listopada 2006. (Wayback Machine)
- Analiza filma